# Mihail Kalatozov
Mihail Kalatozov (n. 15/28 decembrie 1903, Tbilisi, Imperiul Rus – d. 27 martie 1973, Moscova, RSFS Rusă, URSS) a fost un regizor de film sovietic. Peliculele sale sunt puțin cunoscute, excepție făcând Zboară cocorii (1957), considerat o capodoperă, câștigător al marelui premiu în cadrul ediției din 1958 a Festivalului Internațional de Film de la Cannes.

## Activitate

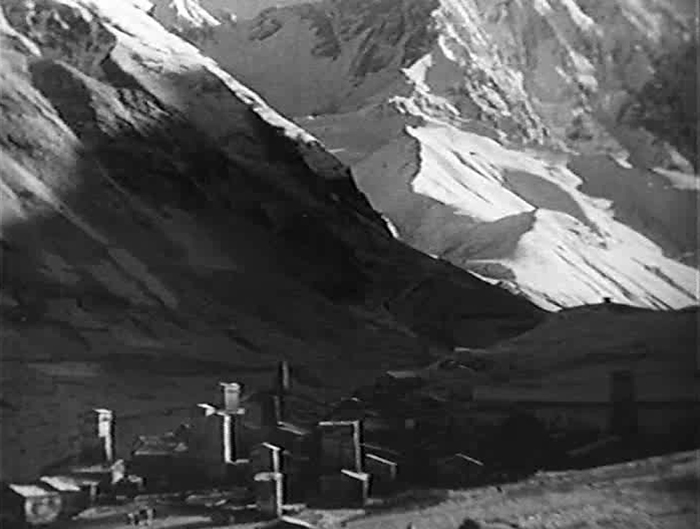
Imagine din filmul Sarea Svaneţiei (1930).

Kalatozov a debutat în 1928. Filmele lui sunt diverse ca subiecte, însă inegale sub aspect valoric. Autorii enciclopediei Secolul cinematografului selectează doar două „realizări de excepție” din filmografia lui: Sarea Svaneției (1930) și Zboară cocorii (1957). Întreaga carieră a regizorului s-a situat între două tendințe: subiectele comandate, propagandistice și încercarea permanentă de a crea un limbaj cinematografic nou.
Scenariile filmelor sale vizează aspecte ale propagandei sovietice de-a lungul a treizeci de ani: „centralizarea” societății și a economiei țării, Al Doilea Război Mondial – mai întâi dintr-o perspectivă glorioasă (direcția I.V. Stalin), apoi într-o lumină umană, pacifistă (Zboară cocorii; după condamnarea lui Stalin de către Nikita Hrușciov) –, Războiul Rece (Complotul condamnaților, 1950), simboluri desprinse din imaginarul proletcultist ce dovedesc nevoia de „revoluționare” a mentalităților ș.a. În anii 1960, Kalatozov lucrează peste hotare: Eu sunt Cuba (1964) are la bază aceeași ideologie socialistă, însă Cortul roșu (1969) este realizat în Occident (fapt datorat succesului obținut de Zboară cocorii), cu concursul unor actori importanți precum Sean Connery, Claudia Cardinale și Peter Finch. Filmele Scrisoare neexpediată (1960) și Cortul roșu sunt construite în jurul unor expediții cu final tragic.

### Zboară cocorii
Zboară cocorii, cel mai important film semnat de Kalatozov, deschide o etapă a „dezghețului” în cinematografia sovietică: „este una dintre primele creații ale cineaștilor sovietici postbelici care își propuneau să abordeze problematica celei de a doua conflagrații mondiale dintr-o altă perspectivă. Cinematografia sovietică și, în general, cinematografiile europene cultivaseră până înspre mijlocul deceniului al șaselea cu precădere, latura eroică a războiului, în viziuni grandioase care puneau accentul pe distrugeri materiale (...), pe fapte de bravură deosebite, pe omagierea festivistă a victoriilor. Ca și Ciuhrai (în Al 41-lea), Kalatozov abordează războiul din perspectiva incidenței lui dureroase cu destinul oamenilor.” Subiectul este povestea de dragoste a doi tineri, întreruptă de înrolarea și plecarea lui în război; ea acceptă un mariaj de circumstanță pe care apoi îl regretă, iar la încheierea războiului află că iubitul ei a murit pe front. Filmul a lansat-o pe actrița Tatiana Samoilova (protagonista), cu care Kalatozov va mai colabora în pelicula Scrisoare neexpediată.

## Limbaj
Sub aspectul limbajului filmic, Kalatozov continuă direcția școlii sovietice din anii 1920 (Vsevolod Pudovkin, Dziga Vertov), manifestând interes pentru viziunile subiective, mai ales în cazul imaginii. Astfel, el folosește unghiuri neobișnuite și filmarea din mână pentru a sugera percepția personajelor, iar supraimpresiunile complexe (tributare filmului experimental din anii 1920) recompun universul subconștient și pot fi combinate cu flashbacks.
Alte particularități ale imaginii, creatoare ale unei atmosfere interiorizate, sunt planurile apropiate și dispunerea remarcabilă a luminilor. Începând cu Primul eșalon (1956), Kalatozov colaborează cu talentatul operator Serghei Urusevski pentru toate filmele sale (cu excepția Cortului roșu; Urusevski a semnat și imaginea filmului lui Ciuhrai, Al 41-lea).
Sunetul contribuie uneori la sublinierea percepției subiective (de exemplu, ticăitul pendulei din Zboară cocorii crește din ce în ce, deși imaginea este nemișcată, sugerând așteptarea tensionată a tinerei Veronika). Muzica, însă, nu se potrivește decât ocazional cu restul realizării tehnice; ea pare a fi în concordanță mai curând cu „morala” din spatele scenariului. Muzica este de inspirație romantică și creează imagini de mari dimensiuni, fie că este vorba de un pian solist sau de o orchestră simfonică.

## Filmografie
- 1930 Sarea Svaneției (Соль Сванетии)
- 1939 Bărbăție (Мужество)
- 1941 Cuceritorii aerului (Валерий Чкалов)
- 1950 Complotul condamnaților (Заговор обречённых)
- 1953 În toiul luptei (Вихри враждебные)
- 1954 Prieteni credincioși (Верные друзья)
- 1956 Primul eșalon (Первый эшелон)
- 1957 Zboară cocorii (Летят журавли)
- 1960 Scrisoare neexpediată (Неотправленное письмо)
- 1964 Eu sunt Cuba (Я – Куба)
- 1969 Cortul roșu (Красная палатка)

## Premii
| An   | Titlul filmului       | Numele concursului            | Rezultat    | Premiul                    |
| ---- | --------------------- | ----------------------------- | ----------- | -------------------------- |
| 1954 | Prieteni credincioși  | Festivalul de la Karlovy Vary | câștigător* | Globul de Cristal          |
| 1958 | Zboară cocorii        | Festivalul de la Cannes       | câștigător  | Palme d'Or                 |
| 1960 | Scrisoare neexpediată | Festivalul de la Cannes       | nominalizat | Palme d'Or                 |
| 1996 | Eu sunt Cuba          | Premiile Independent Spirit   | nominalizat | premiul Independent Spirit |

 * Ex-aequo cu Sarea pământului de Herbert Biberman.